# Комарув-Весь
Комарув-Весь, або Комарів (пол. Komarów-Wieś) — село в Польщі, у гміні Комарув-Осада Замойського повіту Люблінського воєводства. Населення — 359 осіб (2011).

## Історія
За даними етнографічної експедиції 1869—1870 років під керівництвом Павла Чубинського, у селі Комарів переважно проживали греко-католики, але населення здебільшого розмовляло польською мовою.
У 1975—1998 роках село належало до Замойського воєводства.

## Демографія
Демографічна структура станом на 31 березня 2011 року:
|          | Загалом | Допрацездатний вік | Працездатний вік | Постпрацездатний вік |
| -------- | ------- | ------------------ | ---------------- | -------------------- |
| Чоловіки | 172     | 36                 | 118              | 18                   |
| Жінки    | 187     | 35                 | 101              | 51                   |
| Разом    | 359     | 71                 | 219              | 69                   |